# SN 2002cl
SN 2002cl – supernowa typu Ic odkryta 7 kwietnia 2002 roku w galaktyce A134409-0012. W momencie odkrycia miała maksymalną jasność 21,60m.